# General MacArthur

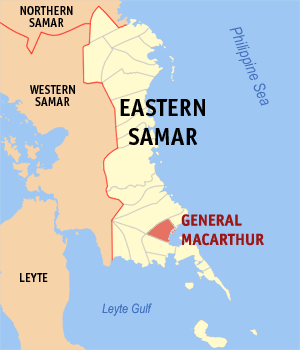
Bản đồ Đông Samar với vị trí của General Macarthur

General MacArthur là một đô thị hạng 5 ở tỉnh Đông Samar, Philippines. Theo điều tra dân số năm 2007 của Philipin, đô thị này có dân số 11.625 người.

## Các đơn vị hành chính
General MacArthur được chia ra 30 barangay.
| - Alang-alang - Binalay - Calutan - Camcuevas - Domrog - Limbujan - Magsaysay - Osmeña - Pingan - Poblacion Barangay 1 - Poblacion Barangay 2 - Poblacion Barangay 3 - Poblacion Barangay 4 - Poblacion Barangay 5 - Poblacion Barangay 6 | - Poblacion Barangay 7 - Poblacion Barangay 8 - Laurel - Roxas - Quirino - San Isidro - San Roque - Santa Cruz (Opong) - Santa Fe - Tugop - Vigan - Macapagal - Aguinaldo - Quezon - Tandang Sora |